# Femi Taylor
Femi Taylor  (nacida el 8 de abril de 1961) es una bailarina y actriz británica nacida en Nigeria, conocida por interpretar a Oola, la bailarina esclava twi'lek de Jabba el Hutt en la película de 1983 El regreso del Jedi. 

## Carrera
Taylor interpretó a la bailarina esclava Oola en El regreso del Jedi, la última película de la trilogía original. Repitió el papel catorce años después, filmando nuevas escenas para la edición especial de 1997, y fue la única intérprete del original en hacerlo. Debido a este papel, aparece en convenciones de ciencia ficción y Star Wars en todo el mundo.
Taylor fue elegida como Tantomile en la producción original londinense de 1981 del musical Cats, durante la cual se enteró de que había sido elegida como Oola para El regreso del Jedi. Apareció en la versión cinematográfica para televisión de 1998 de Cats como Exotica, un personaje que fue creado especialmente para ella y exclusivamente para la película.

## Vida personal
Taylor vive en Odense, Dinamarca, tiene dos hijos y está casada con Claus Skytte.

## Filmografía

### Cine
| Año  | Título                | Role           | Notas                                                                               |
| ---- | --------------------- | -------------- | ----------------------------------------------------------------------------------- |
| 1980 | The Apple             | Bailarina      |                                                                                     |
| 1983 | El regreso del Jedi   | Oola           | Repitió el papel en 1997 para filmar una escena adicional para la edición especial. |
| 1987 | Playing Away          | Masie          |                                                                                     |
| 1990 | A Kink in the Picasso | Nadia          |                                                                                     |
| 1991 | Galanteo              | Leticia Adjewa |                                                                                     |
| 1998 | Cats                  | Exótica        |                                                                                     |

### Televisión
| Año  | Título               | Role            | Notas                                |
| ---- | -------------------- | --------------- | ------------------------------------ |
| 1984 | Miracles Take Longer | Tracy Benedicto | 2 episodios                          |
| 1986 | The Bill             | Enfermero       | Episodio: Loan Shark                 |
| 1986 | ScreenPlay           | Linda           | Episodio: Drums Along Balmoral Drive |